# Phantastische Architektur

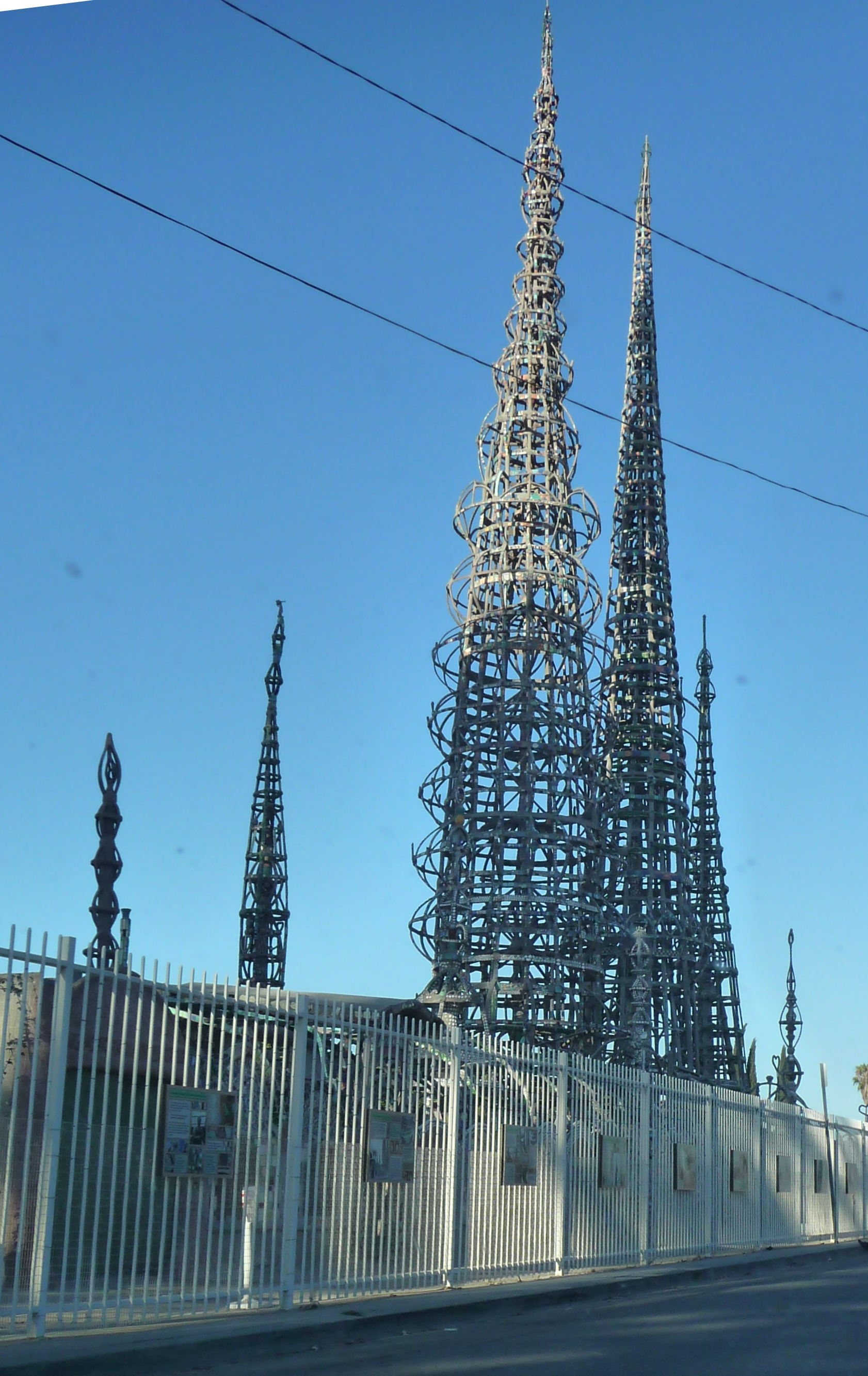
Watts Towers, Los Angeles

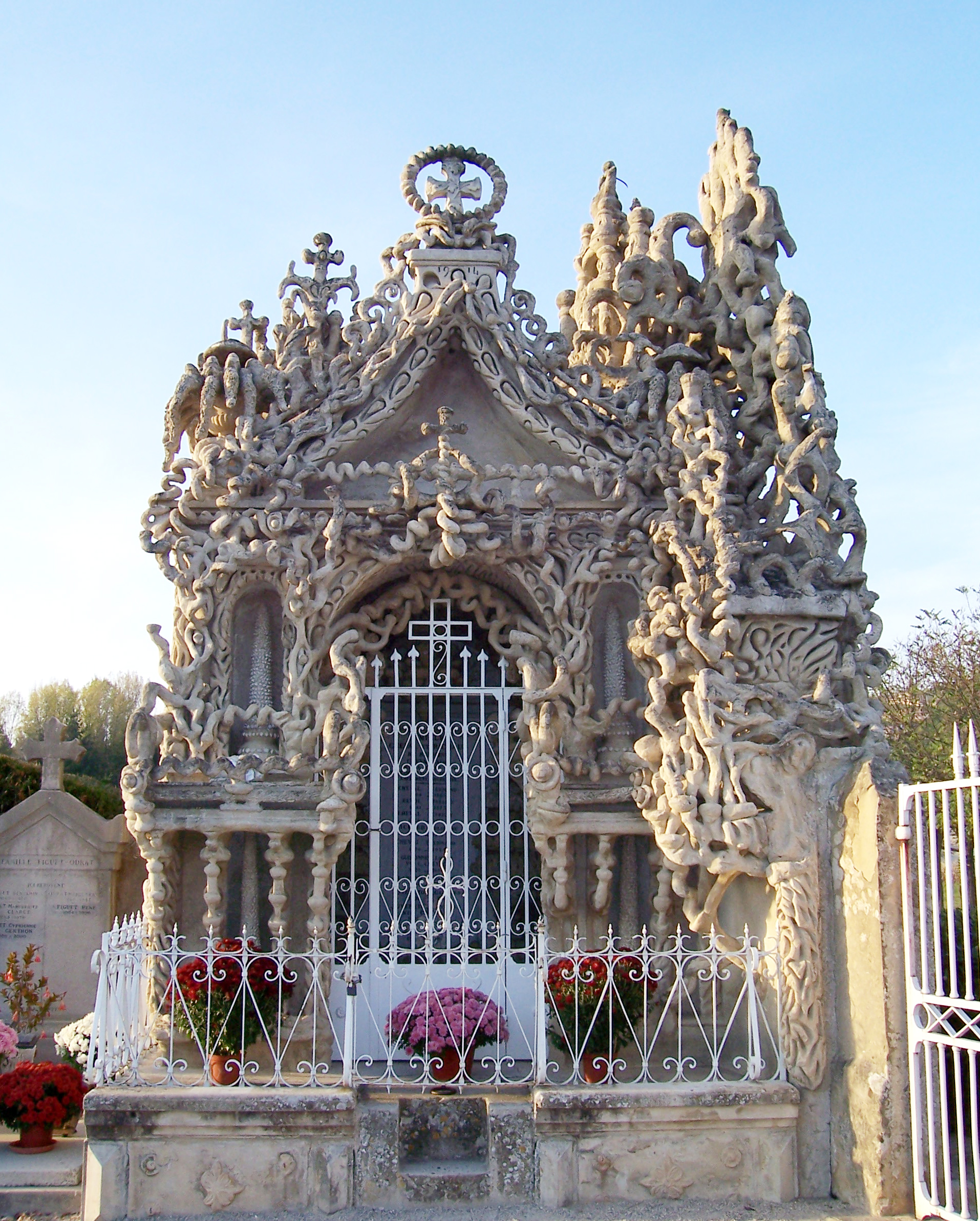
Ferdinand Chevals Mausoleum, Hauterives

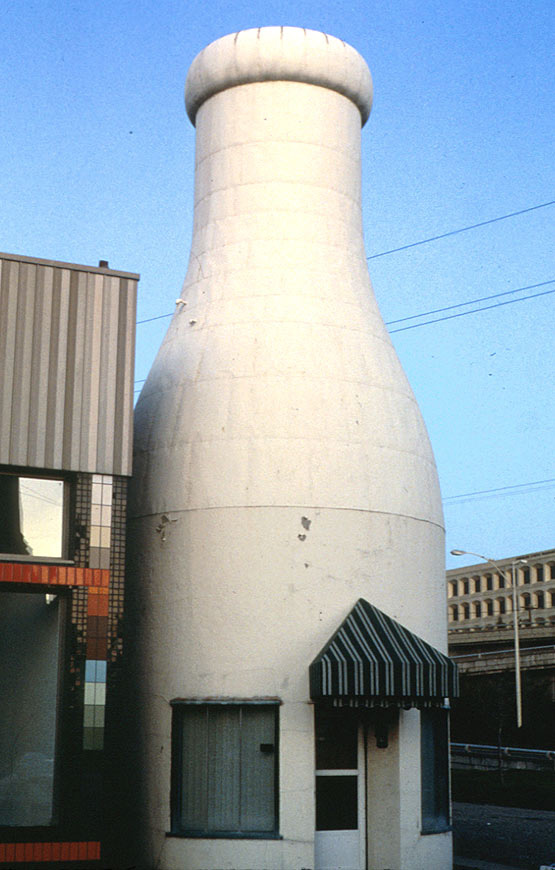
Milchflasche, Spokane, Washington

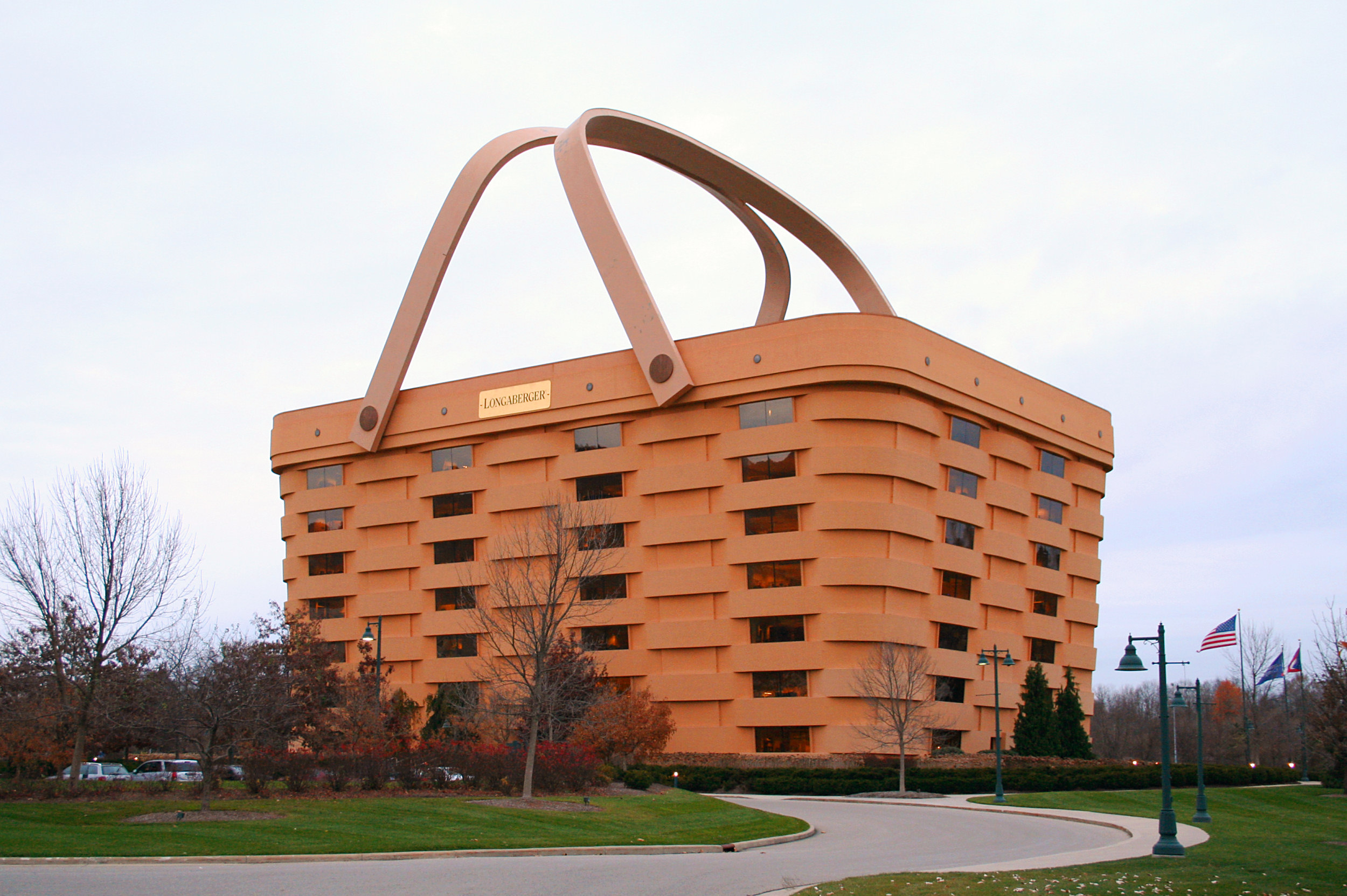
Hauptgebäude der Firma The Longaberger Company in Ohio

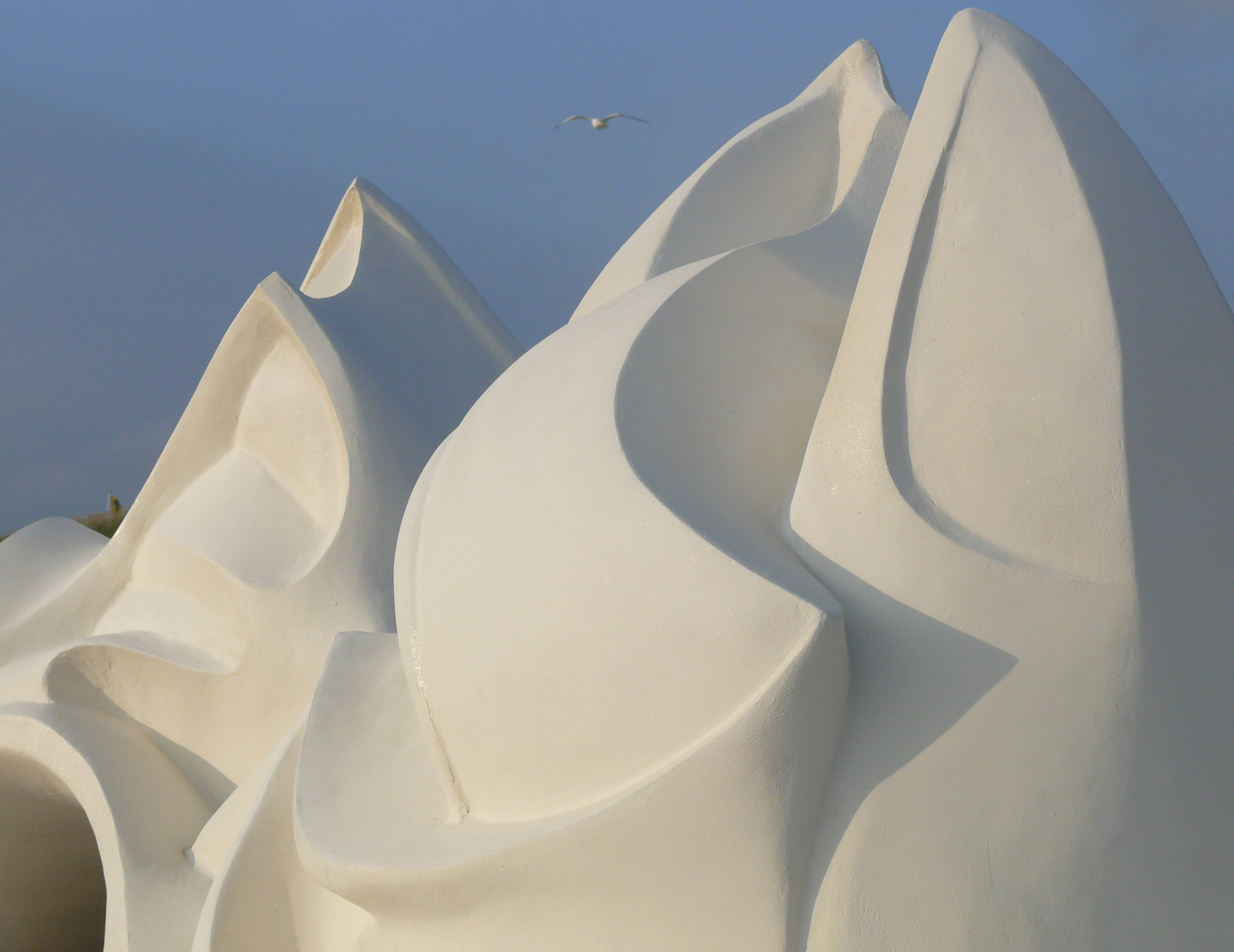
Ingo Kühl Architektur-Skulptur, Keitum / Sylt

Unter dem Begriff Phantastische Architektur werden von verschiedenen Autoren Bauwerke zusammengefasst, die den jeweils vorherrschenden Normen und Konventionen der etablierten Architektur widersprechen und im Hinblick auf Struktur, Materialverwendung, Funktion und bauliche Logik unwirklich und traumhaft wirken. Besonderes Interesse an solchen Beispielen bestand, nach der Zahl und Beliebtheit einschlägiger Publikationen zu schließen, in den 1960er bis 1980er Jahren. Die in diversen Publikationen genannten Beispiele phantastischer Architektur sind vielgestaltig, es handelt sich also um keine Stilform, sondern um eine Residualkategorie des Außergewöhnlichen und Staunen Erregenden.

## Fischer Lexikon der Bildenden Kunst, 1961
Günther Feuerstein nennt als Kriterien einer phantastischen Architektur das Kolossale und das Megalomane, das Visionäre, das Pathetische, das Literarisch-Idealistische und das Utopische, weiterhin die Dominanz des Symbolischen, geringe Nutzbarkeit und ephemere Improvisiertheit. Bauten naiv-dilettantischen Charakters, das kurvig mit der Natur Verwachsende und das Dekorativ-Hypertrophe, das expressiv Übersteigerte und das exotisch – aber auch rationalistisch – Übersteigerte, und der die Gesetze der Statik herausfordernde oder an der Grenze der technischen Ausführbarkeit angesiedelte Bau. In der Regel müssten laut Feuerstein mehrere solcher Charakteristika gegeben sein, um eine Architektur als phantastisch auszuweisen.

## Phantastische Architektur, 1980
George R. Collins unterteilt das Phänomen im Buch Phantastische Architektur, das 1980 erschienen ist, in ein halbes Dutzend Hauptgruppen: Künstlerbauten, Privatburgen und Schlösser, Bauten in symbolischer „Form von“ (etwa geometrischen Figuren, oder Tieren), visionäre Architektur, Architektur aus ungewöhnlichen Materialien und phantastische Gartenarchitektur.
- Bei den Künstlerbauten nennt Collins als Beispiele unter anderem die ungebauten Visionen Giambattista Piranesis und das Privathaus Juan O’Gormans, Monkton House von Edward James, Robert Tatins La Frénouse und Bruno Webers Haus in Dietikon; weiters Arbeiten von Niki de Saint-Phalle und den Merzbau von Kurt Schwitters.
- Unter den Privatburgen und Schlössern verweist er auf die Bauten Ludwigs II. und die sizilianische Villa Palagonia als realisierte Phantasien. Beispielhaft vorgestellt werden unter diesem Titel Taródi-vár, das „Palais idéal“ des Ferdinand Cheval und die Sandburgen des Pieter Wiersma, aber auch der belgische „Turm der Apokalypse“ von Robert Garcet und die Watts Towers von Sam Rodia.
- Unter dem Titel „in der Form von“ zitiert Collins den „symbolischen Funktionalismus“ der französischen Revolutionsarchitektur und schlägt die Brücke bis zu kommerziellen Bauten der Gegenwart in der Form von Tieren und Pflanzen, Schuhen, Fässern etc., zum „Elefantenhotel“ in Atlantic City 1883 und zu Hausbooten in der Form von Pagoden oder Kirchen.
- Unter dem Abschnitt „Visionäre“ behandelt Collins erneut die französische und die sowjetische Revolutionsarchitektur, nennt Antoni Gaudí, Bruno Taut und Hermann Finsterlin. Rudolf Steiner, Erich Mendelsohn, Paolo Soleri, Richard Buckminster Fullers Visionen überkuppelter Städte, aber auch Ron Herrons Walking Cities.
- Unter dem Titel „ungewöhnliche Materialien“ werden unter anderem die Flaschenhäuser von George Plumb, Godfried Gabriel und David Brown vorgestellt, unter „innen und außen“ die Trompe-l’œil-Effekte bemalter Feuermauern und unter der Rubrik Gartenkunst die figurenreichen Tiger Balm Gardens in Hongkong und die jahrtausendealte Kunst des bizarren Heckenschnitts.